# Prostitution en France
La prostitution est l'activité consistant à échanger un acte sexuel contre une rémunération. En France, l'exercice de la prostitution et le racolage ne sont pas pénalisés mais l'achat de services sexuels est illégal et réprimé depuis la loi du 13 avril 2016,, par laquelle la France rejoint le modèle dit de « pénalisation des clients », souvent désigné comme étant « néo-abolitionniste ». Ayant fait l'objet d'une question prioritaire de constitutionnalité, cette loi a été déclarée conforme à la Constitution française par le Conseil constitutionnel le 1er février 2019. Le proxénétisme et les maisons closes ont été interdits soixante-dix ans plus tôt, par la loi Marthe Richard du 13 avril 1946.
En 2017, la France compte environ 120 000 personnes prostituées, dont 85 % de femmes, mais le rapport de la mission d’information parlementaire sur la prostitution en France, datant de 2011, souligne la difficulté à estimer correctement la prostitution, activité traditionnellement cachée, et que ce chiffre est peut-être sous-évalué. Pour les femmes prostituées de rue, le taux d'étrangères est passé de 20 % en 1990 à près de 90 % en 2013, la plupart exploitées par des réseaux mafieux en provenance d'Europe de l'Est, d'Afrique ou d'Asie. La prostitution par internet est plus indépendante, mais le rapport de 2011 souligne que « la précarité et la vulnérabilité demeurent des facteurs d'entrée et de maintien dans la prostitution. ». 99 % des clients sont des hommes.

## Histoire de la prostitution en France

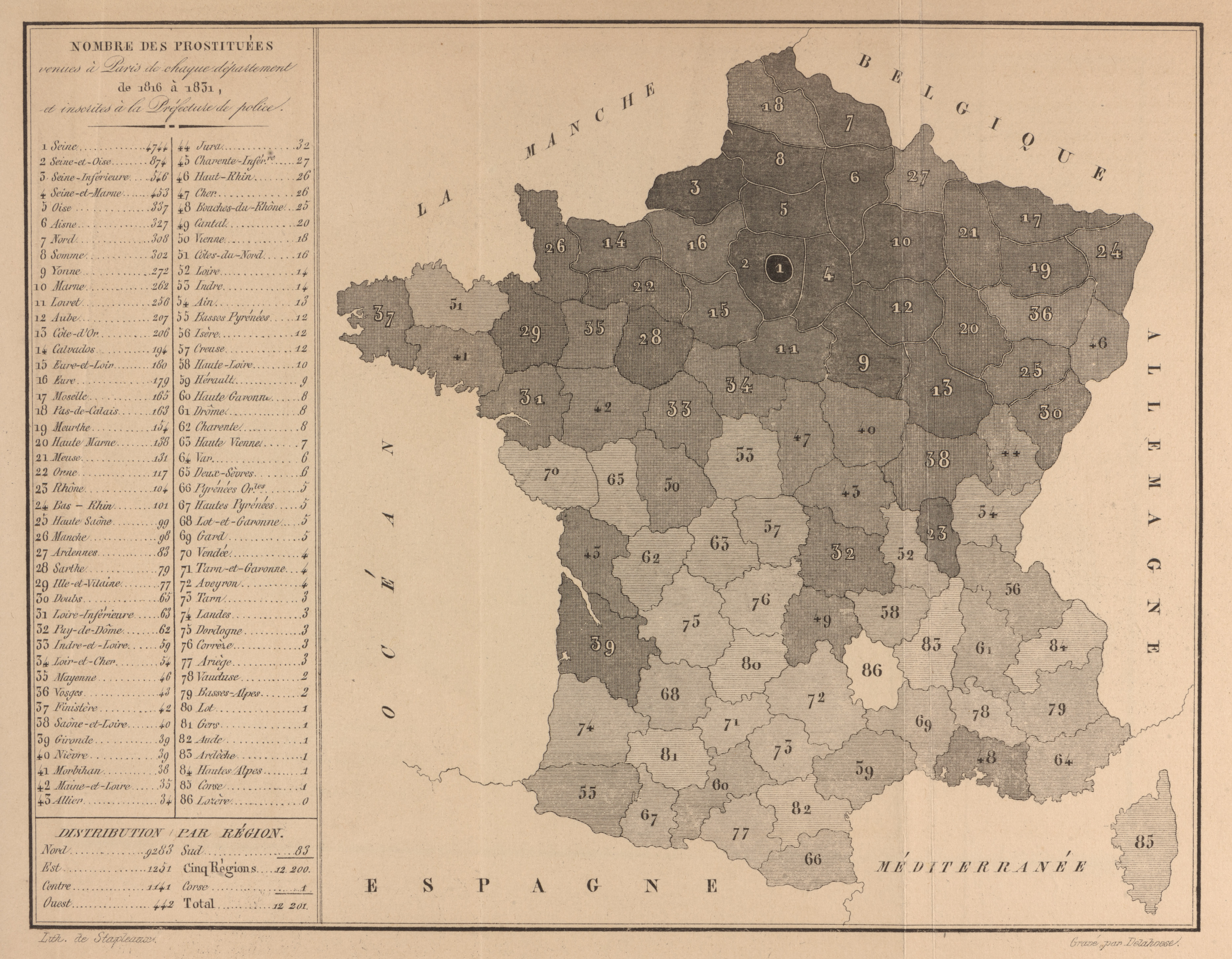
Carte de France de l'origine des prostituées à Paris, publiée par Alexandre Parent du Châtelet en 1836 dans un ouvrage intitulé De la Prostitution dans la ville de Paris, considérée sous le rapport de l’hygiène publique, de la morale et de l’administration.

La prostitution a évolué en France en fonction de la perception qu'en a eue la population, entre tolérance, souvent accompagnée de stigmatisation vis-à-vis des personnes prostituées, et dénonciation de la prostitution comme une atteinte à la dignité des personnes, ou interdiction générale. Ces changements de point de vue ont été concrétisés dans la loi et dans des réglementations qui eurent des effets directs sur la vie des personnes prostituées, mais aussi sur l'ampleur du phénomène prostitutionnel, du fait de la facilité plus ou moins grande d'être client ou proxénète.
Voici quelques dates particulièrement marquantes concernant l'évolution de la prostitution en France :
- 1254 : Ordonnance de Louis IX interdisant la prostitution, les personnes prostituées sont expulsées des villes et tous leurs biens sont saisis, jusqu'aux vêtements[4]; et les proxénètes sont punis par des amendes équivalentes à une année de loyer[5].
- 1256 : Nouvelle ordonnance de Louis IX qui revient sur l'interdiction stricte de la prostitution. La personne prostituée n'est plus que reléguée hors des murs des cités et loin des lieux de culte.
- 1561 : La prostitution est illicite, renforcement de la répression contre les personnes prostituées[6].
- Fin du XVIIIe siècle : Les contemporains évaluent jusqu'à 40 000 le nombre de personnes prostituées à Paris (13 % de la population féminine)[réf. nécessaire].
- 1791 : Absente des codes de lois révolutionnaires (Code pénal et Code de police), la prostitution est de facto dépénalisée. L'administration policière continue cependant de surveiller et de contraindre les prostituées au nom de la préservation de l'ordre public et des bonnes mœurs[7].
- 1802 : Mise en place du « système français » de réglementation de la prostitution. Les personnes prostituées sont considérées comme un vecteur des maladies sexuellement transmissibles (surtout la syphilis), mais le phénomène prostitutionnel lui-même est considéré comme inévitable. Il est fait obligation d'inscription sur des registres et de visites médicales mensuelles pour les personnes prostituées. Répression pour les « insoumises ». On parle pour tout le XIXe siècle en France de « l'âge d'or des maisons closes ».
- Fin du XIXe siècle : 15 500 personnes prostituées déclarées ; 72 500 ont été arrêtées pour prostitution non déclarée. Un quart des hommes seraient des clients réguliers.
- 6 avril 1912 : Approbation de la Convention internationale relative à la répression de la traite des blanches du 4 mai 1910[8].
- 1935 : Premier projet de fermeture des maisons closes, adopté par l'Assemblée nationale, rejeté par le Sénat[8].
- 1946 : Fermeture des maisons closes (loi du 13 avril, dite loi Marthe Richard).
- 1949 : Adhésion des Nations Unies à la convention pour la répression de la traite des êtres humains et de l'exploitation de la prostitution d'autrui, sans ratification car la prostitution continue à être réglementée hors métropole.
- 1960 : Ratification de la convention de 1949.
- 1975 : Mouvement de protestation des personnes prostituées contre certaines formes de harcèlement policier (accumulation d'amende) ; occupation de plusieurs églises (église Saint-Nizier à Lyon, Les Réformés à Marseille, chapelle Saint-Bernard-de-Montparnasse à Paris). Rédaction d'un rapport sur la prostitution par Guy Pinot à la demande du président Valéry Giscard d'Estaing. Le rapport ne sera jamais publié[8].
- 1994 : Suppression de la pénalisation pour cohabitation avec personnes prostituées et suppression de la pénalisation pour « racolage passif ».
- 2003 : Loi sur la sécurité intérieure dite « Loi Sarkozy » qui rétablit la pénalisation du racolage passif.
- 13 avril 2011 : Publication du rapport de la mission d'information sur la prostitution de l'assemblée nationale qui réaffirme l'engagement abolitionniste de la France. Il y est notamment proposé la pénalisation des clients de la prostitution, la mise en place d'alternative crédible à la prostitution et un renforcement de la lutte contre le proxénétisme[9].
- 13 avril 2016 : Loi de « pénalisation des clients » et accompagnement des personnes prostituées vers une sortie de la prostitution. Abrogation de la « Loi Sarkozy », ce qui a pour effet de supprimer[10],[11] la pénalisation des prostitués pour racolage actif ou passif.

Pendant l'ère napoléonienne la France est le modèle d'une approche régulée de la prostitution. Le changement politique intervient en 1946 quand les bordels deviennent illégaux et que la France signe en 1960 la Convention pour la répression de la traite des êtres humains et de l'exploitation de la prostitution d'autrui. Depuis avril 2016, la France soutient le "néo-abolitionnisme", variante de l'abolitionnisme qui cherche à éradiquer la prostitution.

## État de la prostitution en France

### Nombre de personnes prostituées
Il n’y a qu'en France que l’Office central pour la répression de la traite des êtres humains (OCRTEH) évalue quantitativement la prostitution. L’OCRTEH estimait dans son rapport de 2015, qu’il y aurait entre 120 000 et 130 000 personnes prostituées en France aujourd’hui. Cette estimation a été contestée par le syndicat du travail sexuel (STRASS) qui argumente que l’OCRTEH ne compte essentiellement que la prostitution de rue, qui représenterait dans certains autres pays (Royaume-Uni, Suisse) de 13 à 15 % de la prostitution totale et que le chiffre de 120 000 semble très inférieur à celui des autres pays européens, par exemple l’Allemagne où l’on compterait 400 000 personnes prostituées. Le rapport de 2011, de la mission d’information parlementaire sur la prostitution en France souligne donc la difficulté à estimer correctement la prostitution, activité traditionnellement cachée. De 10 à 20 % de la prostitution de rue est masculine ou féminine transgenre.
Selon les chiffres de la proposition de loi visant à sanctionner les clients de prostituées de 2017, la France compterait environ 120 000 personnes prostituées, dont 85 % de femmes. Pour les femmes prostituées, le taux d'étrangères serait passé de 20 % en 1990 à près de 90 % en 2013, la plupart exploitées par des réseaux maffieux en provenant de Roumanie, de Bulgarie, du Nigeria ou de Chine.
Selon le Mouvement du Nid, association spécialisée dans la défense des prostitués, il y a entre 30 000 et 44 000 personnes qui se prostituent en France dont 37 000 à temps plein, la prostitution occasionnelle étant difficilement chiffrable. 85 % sont des femmes, 10 % des hommes et 5 % des transgenres. 62 % de la prostitution s’exerce sur internet, 30 % dans la rue et 8 % dans des bars à hôtesses et des salons de massages.

### Personnes prostituées
La prostitution a évolué depuis les années 1990, juste après la chute du mur de Berlin. En 2011, selon le rapport parlementaire d'information sur la prostitution en France, 91 % des femmes prostituées de rue seraient étrangères, victimes à 74 % de réseaux mafieux internationaux, les deux tiers d'entre elles provenant des pays de l'Est. Les futures prostituées doivent payer « une dette de passage » pouvant aller jusqu'à 50 000 €. Certaines sont des mineures de parfois douze ans. Une fois arrivée, une prostituée est soumise par « dressage » : viols collectifs, privation de nourriture, enfermement et violence physique, chantage et menaces sur la famille, racket. La conclusion du rapport sur la partie concernant les réseaux des pays de l'Est est que la dette n’est « pas faite pour être remboursée, mais bien pour maintenir les personnes prostituées dans le système prostitutionnel le plus longtemps possible. La seule façon de racheter sa liberté est bien souvent le passage au proxénétisme et donc la participation au maintien du système » .
Sur 10 000 annonces de prostitution sur internet, 4 000 « seraient le fait de personnes prostituées indépendantes » mais « la précarité et la vulnérabilité demeurent des facteurs d'entrée et de maintien dans la prostitution ».

### Clients
En 2004, 12,6 % des hommes déclarent avoir été client au moins une fois, et 0,6 % des femmes. En 2006, 3,1 % des hommes ont été clients de la prostitution dans les cinq ans. Ils étaient 3,2 % en 1992 ce qui semble indiquer que leur nombre n'a pas évolué sur cette période.
Selon les chiffres de la proposition de loi de 2013 visant à sanctionner les clients de prostituées, 99 % des clients sont des hommes.

## Aspects légaux de la prostitution et du proxénétisme en France
Si d'un côté, les choses semblent claires, l'« activité d’un homme ou d’une femme qui se prête physiquement, contre rémunération, à la satisfaction des plaisirs sexuels d’autrui » n'est plus autorisée en maison dite close ou de tolérance, sur le territoire français métropolitain, par la loi depuis 1946, d'un autre côté, la prostitution est dans une situation légale intermédiaire ; elle n'est pas sanctionnée par la loi pénale mais constitue la condition préalable des divers délits de proxénétisme. La prostitution en France est, légalement, une activité déclarable, éligible à la sécurité sociale, sans établissement dédié, avec autorisation du racolage actif et passif,, mais avec interdiction d'aider, de favoriser, ou de tirer avantage de l'activité,.
Certaines associations défendent, par ailleurs, les travailleurs du sexe en France et réclament des modifications de la loi en vue de faire profiter cette profession de communauté de moyens, solution fréquente chez des médecins, des avocats, etc., pour partager les frais inhérents à l’exercice de cette profession. Au premier rang de ces frais, figure le loyer. En effet, la location en vue de prostitution est interdite par la législation sur le proxénétisme.

### Régime officiellement abolitionniste
La France est depuis 1960 un pays abolitionniste. En ratifiant en 1960 la convention pour la répression de la traite des êtres humains et de l'exploitation de la prostitution d'autrui de 1949, la France s'est engagée au niveau international à reconnaître que le proxénétisme est « incompatible avec la dignité et la valeur de la personne humaine ». Toute forme de proxénétisme est illégale et punie par la loi. La convention engage les états signataires à mettre en place « les mesures propres à prévenir la prostitution et à assurer la rééducation et le reclassement des victimes de la prostitution ». Par ailleurs, il y est prévu d'abroger toute forme d'inscription des personnes prostituées dans des registres ou surveillance d'exception.
En accord avec la convention de 1949, le proxénétisme est donc illégal en France. Il est puni par une amende de 150 000€ et de sept ans de prison. Le fait de se prostituer n'est théoriquement pas poursuivi, mais le fait d'avoir recours à la prostitution est en principe puni ,. Dans certains cas, les clients de la prostitution sont sévèrement punis : s'il y a recours à la prostitution « de mineurs ou de personnes particulièrement vulnérables ». Par personnes vulnérables est entendu les personnes handicapées et les femmes enceintes. Depuis les lois d'extraterritorialité du 4 février 1994 et du 17 juin 1998, il est possible de poursuivre un client de la prostitution de mineur y compris si les faits ont eu lieu hors de France. Pour les victimes de la traite, il est prévu une autorisation provisoire de séjour, mais à condition qu'elles dénoncent leur proxénète.

### Imposition des revenus de la prostitution
Les revenus de la prostitution sont imposables au titre des bénéfices non commerciaux.

## Débat politique et social à propos de la prostitution

### La revendication d'un statut pour le travail du sexe

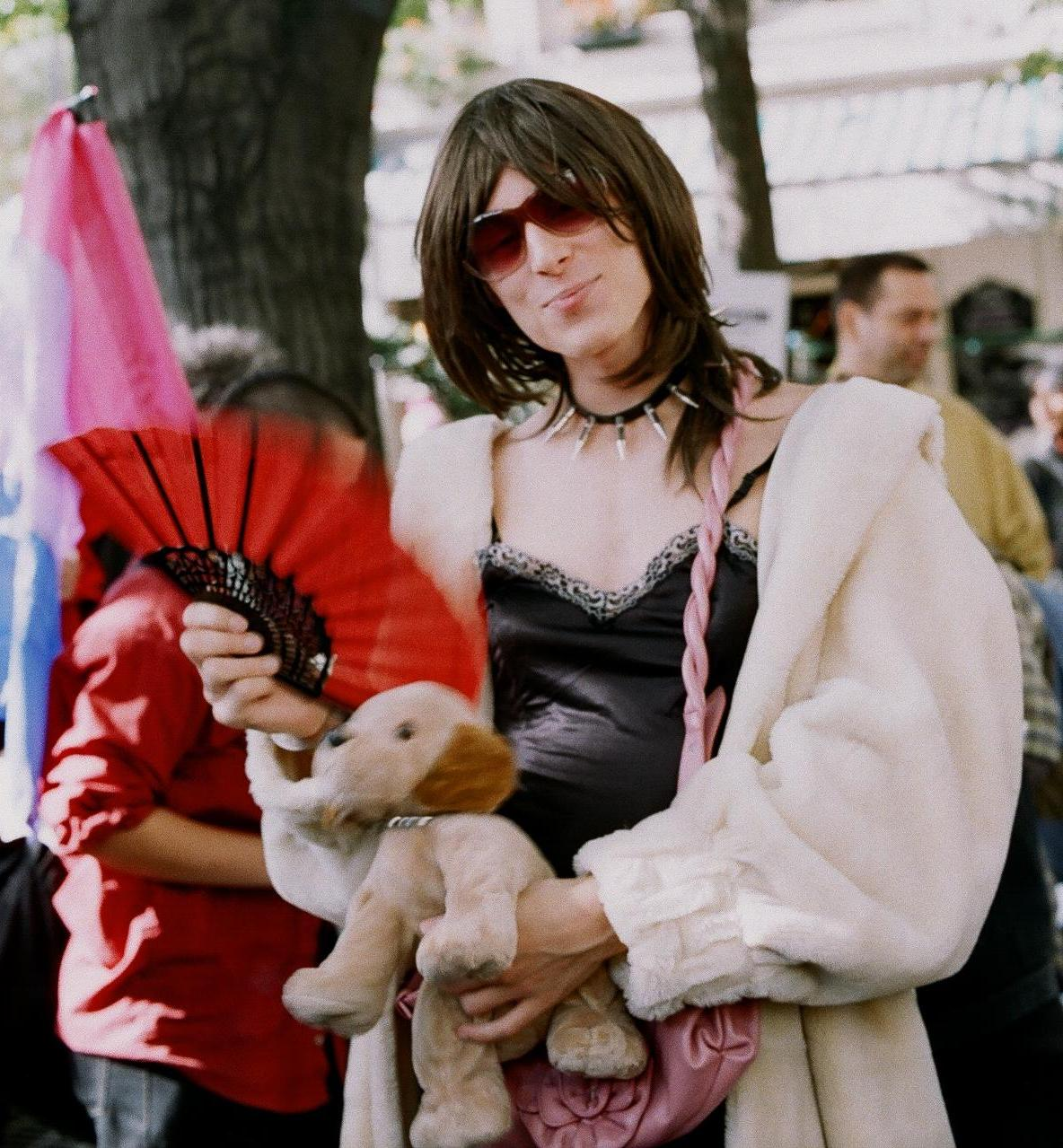
Activiste des prostitués à Paris en France, en octobre 2005.

Pour faire face aux diverses entraves à l’exercice de leur profession, en 1975, le premier mouvement de prostituées voit le jour avec l'occupation de l'église Saint-Nizier de Lyon et la chapelle Saint-Bernard-de-Montparnasse à Paris. Grisélidis Réal fait partie des leaders de ce mouvement qui revendique un statut pour les prostituées, la sécurité sociale, la fin de la répression policière, et s'opposent à la réouverture des maisons.
La loi pour la sécurité intérieure dite loi Sarkozy, dont l’article 225-10-1 vise le racolage passif, promulguée le 19 mars 2003, provoque l'apparition d'un second mouvement de prostituées en 2002. Depuis 2006, a lieu chaque année à Paris la « Pute Pride » une marche de fierté des travailleuses du sexe.
Certaines travailleuses du sexe en France ne sont pas en faveur de législations contraignantes telles les maisons de tolérance, qui ne leur permettent pas de conserver le choix de leurs clients, pratiques, horaires, prévention, etc. Les travailleuses du sexe, réunies en Assises le 16 mars 2007, ont conclu à l'unanimité qu'elles étaient contre le salariat.
En novembre 2007, des prostitué(e)s poursuivent leur contestation de la répression du racolage en se rassemblant devant le Sénat et interpellent les parlementaires.
Le racolage dans la rue étant de plus en plus réprimé et réputé dangereux, certaines prostituées préfèrent, nouer des contacts sur Internet. Une partie des prostituées françaises s'exile à l'étranger, notamment dans les zones frontalières et on relève, dans le domaine de la prostitution occasionnelle, l'apparition de l'échange de services sexuels contre un logement.
Le 20 mars 2009, à l'issue des Assises Européennes de la Prostitution qui ont eu lieu au théâtre de l'Odéon est né le Syndicat du travail sexuel (ou STRASS). Dès sa création, ce syndicat a reçu l’adhésion d’au moins 200 membres et créé cinq fédérations au niveau national ainsi qu'une représentation en Grande-Bretagne.
Toutefois, le racolage interdit en 2003 a été réautorisé le 13 avril 2016.

### Loi visant à pénaliser les clients de la prostitution (2016)
Une proposition de loi visant à pénaliser les clients de la prostitution a été débattue en 2011, sans aboutir. Une nouvelle proposition de loi similaire a été déposée le 10 octobre 2013 par le groupe socialiste à l'Assemblée nationale, suscitant de vifs débats entre d'une part les partisans de la pénalisation pour qui dissuader les clients est indispensable à la lutte contre la prostitution, le proxénétisme et la traite des êtres humains et qui permet aussi de s'opposer à la « marchandisation du corps humain » et d'autre part les opposants pour qui la loi forcerait l'isolement des personnes prostituées vers des lieux encore plus dangereux, plus d'intermédiaires et des exigences nouvelles des clients à avoir des rapports sans préservatif car encouragés par la baisse de la demande.
La loi est adoptée à l'Assemblée nationale le 4 décembre 2013, et a été modifiée au Sénat qui a supprimé l'article relatif à la pénalisation des clients, soulignant les « effets délétères » qu'une telle mesure pourrait engendrer, et rétabli le délit de racolage. Le texte est à nouveau voté par l'Assemblée nationale en juin 2015 avant de revenir en seconde lecture au Sénat. Le texte pénalise les clients de prostituées, supprime le délit de racolage, renforce la lutte contre le proxénétisme et met en place une politique de prévention ciblant les jeunes. La loi est adoptée en lecture définitive en avril 2016 par l'Assemblée nationale selon sa version, la seconde lecture n'ayant pas permis de trouver un accord avec le Sénat.

#### Avis à propos de cette loi
En 2019, une enquête de l'Ipsos a interrogé plus de 1000 français sur la manière dont ils perçoivent la loi de 2016 et la prostitution de manière générale. Cette enquête montre que 71 % des Français s'opposent à l'abrogation de la loi de 2016. Par ailleurs, 78 % estiment que cette loi constitue une avancée positive. Enfin, parmi les différentes mesures proposées pour lutter contre la vulnérabilité des personnes en situation de prostitution, seuls 4 % jugent que l'abrogation de cette loi serait la solution la plus efficace. De même, l’existence de sanctions contre les clients de la prostitution fait pratiquement l’unanimité. En revanche, 29 % se prononcent en faveur de l'abrogation du texte et ne veulent plus que le client soit sanctionné - une proportion qui monte à 40 % chez les hommes contre 20 % chez les femmes. L'écart entre les hommes et les femmes est important dans ce sondage, notamment sur la perception de la prostitution : elle est « une violence » pour 66 % des hommes contre 81 % des femmes.
Deux ans après l'application de la loi, les effets néfastes dénoncés par le Sénat et certaines associations sont confirmés par des chercheurs.

## Facette internet et commerciale
Certaines sociétés de sites web spécialisés diffusent des publicités à proximité des universités parisiennes, pour promouvoir des « relations mutuellement bénéfiques » appelées sugar dating. Le nombre d'étudiants français concernés par le sugar dating pourrait être d'au moins 40 000. Toutefois, ces relations mutuellement bénéfique(s) peuvent se pratiquer sans sentiment, sans émotion.